# Pinguicula leptoceras
Pinguicula leptoceras este o specie de plante carnivore din genul Pinguicula, familia Lentibulariaceae, ordinul Lamiales, descrisă de Reichenb.. Conform Catalogue of Life specia Pinguicula leptoceras nu are subspecii cunoscute.

## Galerie

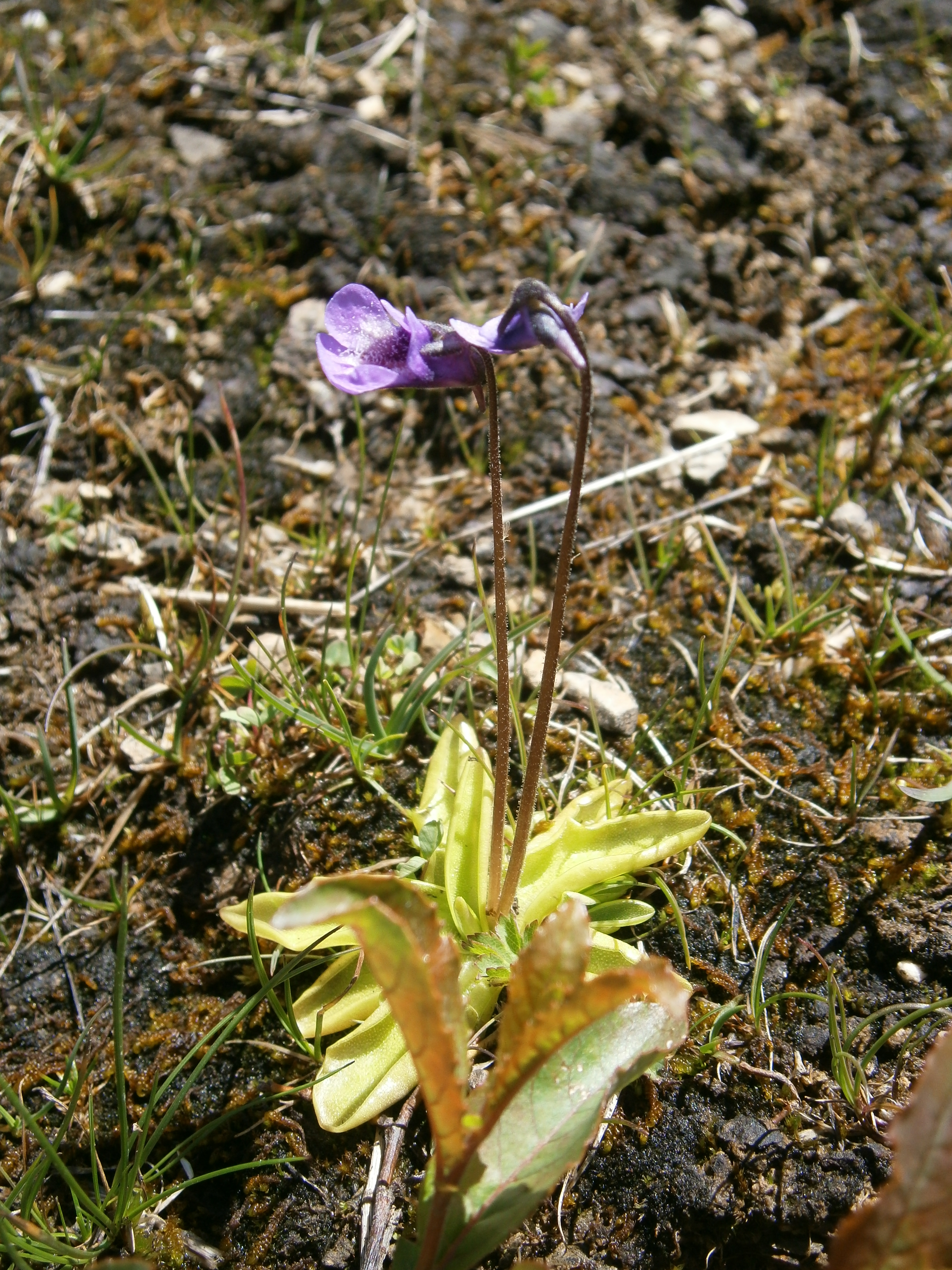